# Jüdische Gemeinde Luttange

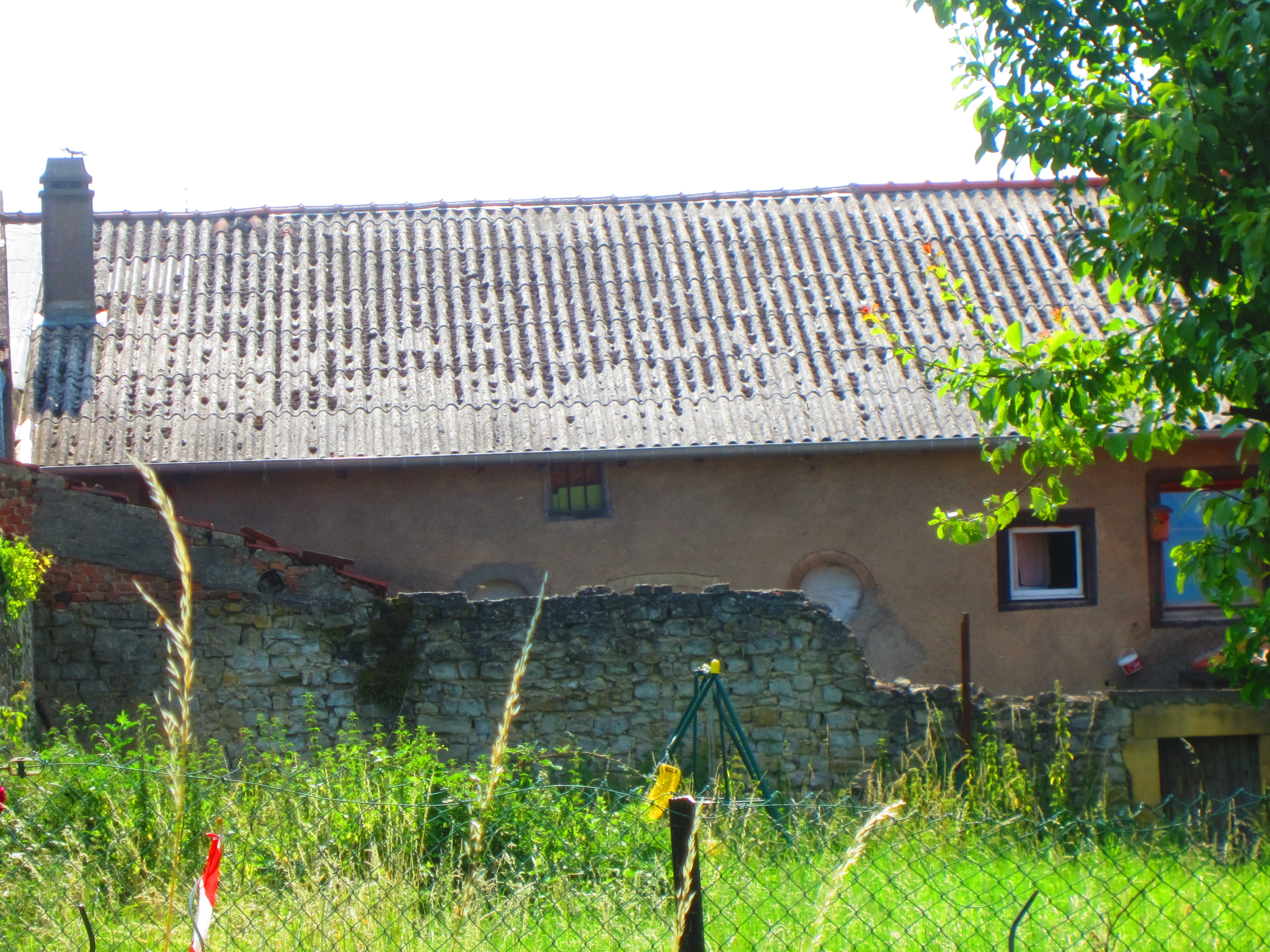
Ehemalige Synagoge in Luttange

Eine Jüdische Gemeinde in Luttange (Lüttingen), einer französischen Gemeinde im Département Moselle in Lothringen, entstand spätestens im 18. Jahrhundert.

## Geschichte
Die jüdische Gemeinde Luttange besaß eine der ältesten Synagogen, die vor der Französischen Revolution gebaut wurden. Die 1786 errichtete Synagoge wurde 1923 von der Gemeinde aufgegeben und danach zu einem Wohnhaus umgebaut. Von außen erinnern noch zwei Rundfenster an den ursprünglichen Synagogenbau. 
Die jüdische Gemeinde gehörte ab 1808 zum israelitischen Konsistorialbezirk Metz.
Die jüdische Gemeinde Luttange bestattete ihre Toten zunächst in Flévy und später in Ennery.